# 26467 Jamespopper
26467 Jamespopper è un asteroide della fascia principale. Scoperto nel 2000, presenta un'orbita caratterizzata da un semiasse maggiore pari a 2,3358835 UA e da un'eccentricità di 0,1285221, inclinata di 5,95875° rispetto all'eclittica.